# Erdal Yalçin
Erdal Yalçin (* 1976 in Ulm) ist ein deutscher Wirtschaftswissenschaftler und Professor für Internationale Wirtschaftsbeziehungen an der Hochschule Konstanz Technik, Wirtschaft und Gestaltung (HTWG Konstanz). Er beschäftigt sich mit internationaler Handels- und Investitionspolitik sowie der ökonomischen Wirkung von Sanktionen, Exportkreditgarantien und Freihandelsabkommen.

## Werdegang
Yalçin studierte Internationale Volkswirtschaftslehre an der Universität Tübingen und an der Universität Göteborg. Im Jahr 2009 wurde er an der Universität Tübingen mit einer Arbeit zum Thema „Global Firm Behavior in an Uncertain World“ mit summa cum laude promoviert.
Von 2004 bis 2009 war er wissenschaftlicher Mitarbeiter am Lehrstuhl für Internationale Wirtschaftsbeziehungen an der Universität Tübingen. Danach arbeitete er bis 2010 als Assistant Professor und später als Interim-Professor an der Universität Hohenheim. Zwischen 2010 und 2018 war er stellvertretender Direktor des ifo Zentrums für Außenwirtschaft am ifo Institut – Leibniz-Institut für Wirtschaftsforschung an der Universität München. Forschungsaufenthalte führten ihn unter anderem an die WTO in Genf und an die Universität Aarhus.
Seit 2018 ist Yalçin Professor für Internationale Wirtschaftsbeziehungen an der HTWG Konstanz. Er war zudem u. a. wissenschaftlicher Berater für das U.S. Department of State, das Europäische Parlament, das deutsche Bundeswirtschaftsministerium sowie für weitere internationale Organisationen und Unternehmen.

## Forschung
Yalçin forscht zu internationalen Handelsabkommen, zur europäischen Integration, zu den Effekten von Wirtschaftssanktionen und zur Rolle staatlicher Exportförderinstrumente. Weitere zentrale Themen seiner Arbeit sind globale Wertschöpfungsketten und Fragen der Nachhaltigkeit.
Er hat wirtschaftspolitische Beiträge zu den Verhandlungen über das transatlantische Freihandelsabkommen (TTIP), zur Weiterentwicklung der EU–Türkei-Zollunion sowie zu den Handelsbeziehungen zwischen der EU und China veröffentlicht. Seine Analysen wurden unter anderem im Auftrag des Europäischen Parlaments, der Bertelsmann Stiftung und deutscher Bundesministerien durchgeführt.
Yalçin wurde vom U.S. Department of State als externer Experte für Fragen der Außenwirtschaftspolitik herangezogen. Zudem ist er am Aufbau der Global Sanctions Database beteiligt, einem Datensatz zu wirtschaftlichen Zwangsmaßnahmen.
Seine wissenschaftlichen Arbeiten erschienen in Fachzeitschriften wie dem Journal of International Economics, dem European Economic Review, der Review of World Economics, dem Canadian Journal of Economics und dem World Economy.

## Mitgliedschaften
- Seit 2013: Fellow im CESifo-Netzwerk (Global Economy)[5]
- 2021–2024: Research Affiliate am Kiel Institut für Weltwirtschaft
- Mitglied im Verein für Socialpolitik (seit 2005)
- Mitglied der Key States Strategy Group der Bertelsmann Stiftung (2017–2021)[6]
- Mitglied des Strategy Forum for Research in Europe (Leibniz-Gemeinschaft, 2017–2018)
- Mitglied des Tuborg Research Centre for Globalisation and Firms (Universität Aarhus, 2015–2018)

## Auszeichnungen
- Ifo-Institutspreis für erfolgreiche Drittmittelprojekte (2012 und 2017)

## Publikationen (Auswahl)
- Mit Gabriel Felbermayr, Constantinos Syropoulos, Yoto V. Yotov: On the Heterogeneous Effects of Sanctions on Trade In: Canadian Journal of Economics. Band 58, Nr. 1, 2025, doi:10.1111/caje.12754, S. 247–280.
- Mit anderen: The Global Sanctions Database – Release 3: COVID-19, Russia, and multilateral sanctions. In: Review of International Economics. Band 32, Nr. 1, 2023, doi:10.1111/roie.12691, S. 12–48.
- Mit Philipp Meinen, Pierpaolo Parrotta, Davide Sala: Managers as knowledge carriers – Explaining firms’ internationalization success with manager mobility. In: Journal of International Economics. Band 138, 2022, doi:10.1016/j.jinteco.2022.103633, S. 103633.
- Mit Gabriel Felbermayr, Feodora Teti: Rules of origin and the profitability of trade deflection. In: Journal of International Economics. Band 121, 2019, doi:10.1016/j.jinteco.2019.07.003, S. 103248.
- Mit Gabriel Felbermayr, Benedikt Heid, Mario Larch: Macroeconomic Potentials of Transatlantic Free Trade. In: Economic Policy. Band 30, Nr. 83, doi:10.1093/epolic/eiv009, S. 491–537.
- Mit anderen: Hidden Protectionism: Non-Tariff Barriers and Implications for International Trade. In: ifo Forschungsberichte 91 2017 (Volltext PDF).
- Mit anderen: Turkey’s EU Integration at a Crossroads. Bertelsmann Stiftung 2016 (Volltext PDF).